# Svjatlana Aleksievič
Svjatlana Aljaksandraŭna Aleksievič (in bielorusso Святлана Аляксандраўна Алексіевіч?; in russo Светлана Александровна Алексиевич?, Svetlana Aleksandrovna Aleksievič; Stanislav, 31 maggio 1948) è una giornalista e scrittrice bielorussa nata in Ucraina, insignita del Premio Nobel per la letteratura nel 2015.
Nel corso della sua carriera, la giornalista e scrittrice ha seguito i principali eventi dell'Unione Sovietica nella seconda metà del Novecento: dalla guerra in Afghanistan, al disastro di Černobyl’, ai suicidi seguiti allo scioglimento dell'URSS. I suoi libri sono stati pubblicati in più di venti paesi e rappresentano uno struggente romanzo corale degli uomini e delle donne vissuti nell'Unione Sovietica e nella Russia post-comunista del XX secolo.
È considerata una delle maggiori scrittrici a livello mondiale.

## Biografia
È nota soprattutto per essere stata cronista, per i connazionali, dei principali eventi dell'Unione Sovietica della seconda metà del XX secolo: dalla guerra in Afghanistan, al disastro di Černobyl', ai suicidi seguiti allo scioglimento dell'URSS. Su ognuno di questi particolari argomenti ha scritto libri, tradotti anche in varie lingue, che le sono valsi la fama internazionale e importanti riconoscimenti. Con le sue opere tradotte in molte lingue, si è fatta conoscere in tutto il mondo: La guerra non ha un volto di donna (sulle donne sovietiche al fronte nella seconda guerra mondiale), Ragazzi di zinco (sui reduci della guerra in Afghanistan), Preghiera per Černobyl' (sulle vittime della tragedia nucleare), Incantati dalla morte (sui suicidi tentati o compiuti in seguito al crollo dell'URSS).
Nasce in Ucraina occidentale dal padre di origini bielorusse e dalla madre di origine ucraina, è cresciuta in Bielorussia, dove ha vissuto finché, perseguitata dal regime di Aljaksandr Lukašėnka, è stata costretta a lasciare il Paese perché su di lei gravava l'accusa (falsa) di essere un'agente della CIA. Dopo un periodo di lontananza dalla Bielorussia, trascorso tra Russia, Italia, Francia, Germania e Svezia, nel 2013 è tornata a vivere a Minsk, ma sotto la minaccia dell'imminente arresto da parte del regime; a settembre del 2020 è stata costretta alla fuga in Germania.
L'8 ottobre 2015 è stata insignita del Premio Nobel per la letteratura, "per la sua scrittura polifonica, un monumento alla sofferenza e al coraggio nel nostro tempo". Quattordicesima donna ad ottenere il prestigioso riconoscimento, è la prima persona bielorussa a vincerlo e la seconda persona di origini ucraine.
Nel 2018 la Aleksievič ha dovuto annullare un incontro con i lettori nel Teatro Verde della città ucraina di Odessa dopo aver ricevuto minacce dai nazionalisti locali. Il Teatro Verde ha affermato che il nome della Aleksievič era stato aggiunto a una lista di "nemici dell'Ucraina" dal sito web Myrotvorec', affiliato con il Servizio di sicurezza dell'Ucraina (SBU), in quanto avrebbe "propagandato discordia interetnica e manipolato informazioni importanti per la società".
Sta scrivendo un libro sulle enormi proteste popolari scoppiate in Bielorussia dal 9 agosto 2020 dopo le elezioni truccate dal dittatore Lukašėnka, e la violenta repressione condotta dal regime di quest'ultimo contro coloro che stanno ancora lottando per la democrazia, raccontando le storie di cittadini arrestati e torturati nelle famigerate carceri bielorusse e di quelli costretti ad abbandonare la Bielorussia per vivere liberi.

## Attivismo politico
Durante le proteste bielorusse del 2020, Aleksievič è diventato membro del Consiglio di coordinamento di Svjatlana Cichanoŭskaja. Il 20 agosto, Aljaksandr Konjuk, il procuratore generale della Bielorussia, ha avviato un procedimento penale contro i membri del Consiglio di coordinamento ai sensi dell'articolo 361 del codice penale bielorusso, con l'accusa di aver tentato di impossessarsi del potere statale e di aver danneggiato la sicurezza nazionale. Il 26 agosto, Aleksievič è stata interrogata dalle autorità bielorusse sul suo coinvolgimento nel consiglio.
Il 9 settembre 2020, Aleksievič ha avvertito la stampa che "uomini con maschere nere" stavano cercando di entrare nel suo appartamento nel centro di Minsk. "Non ho più amici e compagni nel Consiglio di coordinamento. Tutti sono in prigione o sono stati mandati con la forza in esilio", ha scritto in un comunicato. "Prima hanno distrutto il Paese; ora tocca ai migliori tra noi. Ma altre centinaia sostituiranno quelli che sono stati strappati dalle nostre fila. Non è il Consiglio di coordinamento che si è ribellato. È il Paese". Diplomatici di Lituania, Polonia, Repubblica Ceca, Romania, Slovacchia e Svezia iniziarono a sorvegliare 24 ore su 24 la casa di Aleksievič per impedire il suo rapimento da parte dei servizi di sicurezza.
Il 28 settembre 2020 Aleksievič ha lasciato la Bielorussia per la Germania, promettendo di tornare a seconda delle condizioni politiche in Bielorussia. Prima della sua partenza, era l'ultimo membro del Consiglio di coordinamento che non era in esilio o in arresto. Nell'agosto 2021 il suo libro Gli ultimi testimoni è stato escluso dal curriculum scolastico in Bielorussia e il suo nome è stato rimosso dai libri di storia. Si è pensato che l'esclusione sia stata fatta per la sua attività politica. Dopo l'invasione russa dell'Ucraina nel 2022, ha commentato che "fornire un territorio a un paese aggressore non è altro che complicità in un crimine" in relazione al coinvolgimento bielorusso nell'invasione.

## Onorificenze
- 2014: Premio Masi, Premio Internazionale Grosso d'Oro Veneziano

## Opere
- La guerra non ha un volto di donna. L'epopea delle donne sovietiche nella Seconda Guerra Mondiale (Minsk, 1985), Collana Overlook, Milano, Bompiani, 2015, ISBN 978-88-452-8109-9.
- Gli ultimi testimoni (Minsk, 1985), traduzione di Nadia Cicognini, Collana Overlook, Milano, Bompiani, 2016, ISBN 978-88-452-8124-2.
- Ragazzi di zinco (Minsk, 1991), traduzione di Sergio Rapetti, Collana Dal mondo, Roma, E/O, 2003, ISBN 978-88-764-1569-2.
- Incantati dalla morte. Romanzo documentario (Minsk, 1993), traduzione di Sergio Rapetti, Collana Dal mondo, Roma, E/O, 2005, ISBN 978-88-764-1658-3.
- Preghiera per Černobyl'. Cronaca del futuro (Minsk, 1997), traduzione di Sergio Rapetti, Collana Dal mondo, Roma, E/O, 2002, ISBN 978-88-764-1496-1.
- Tempo di seconda mano. La vita in Russia dopo il crollo del comunismo, traduzione di Nadia Cicognini e Sergio Rapetti, Collana Overlook, Milano, Bompiani, 2014, ISBN 978-88-452-7707-8.
- Il male ha nuovi volti. L'eredità di Cernobyl', a cura di A. Franchi e S. Rapetti, Collana Orso blu n.1, Brescia, La Scuola, 2016, ISBN 978-88-350-4355-3.
- Solo l'amore salva dall'ira, traduzione di F. Cornetto, Intervista a cura di Staffan Julén, Collana Irruzioni, Roma, Castelvecchi, 2019, ISBN 978-88-328-2483-4.
- Perché sono discesa all'inferno?, Collana Blätter, Roma, Castelvecchi, 2021, ISBN 978-88-329-0327-0.
- Una battaglia persa, Microgrammi, Milano, Adelphi, 2022, ISBN 978-88-459-3721-7.

### Opere raccolte
- Opere. Guerre: Ragazzi di zinco. La guerra non ha un volto di donna. Gli ultimi testimoni, a cura di Sergio Rapetti e Nadia Cicognini, Collana Overlook, Milano-Firenze, Bompiani, 2022, ISBN 978-88-301-0893-6.
- Opere. Tornare al cuore dell'uomo: Preghiera per Černobyl'. Tempo di seconda mano, a cura di S. Rapetti e Nadia Cicognani, Collana Overlook, Milano-Firenze, Bompiani, 2022, ISBN 978-88-301-0566-9.